# Tiêu (nước)

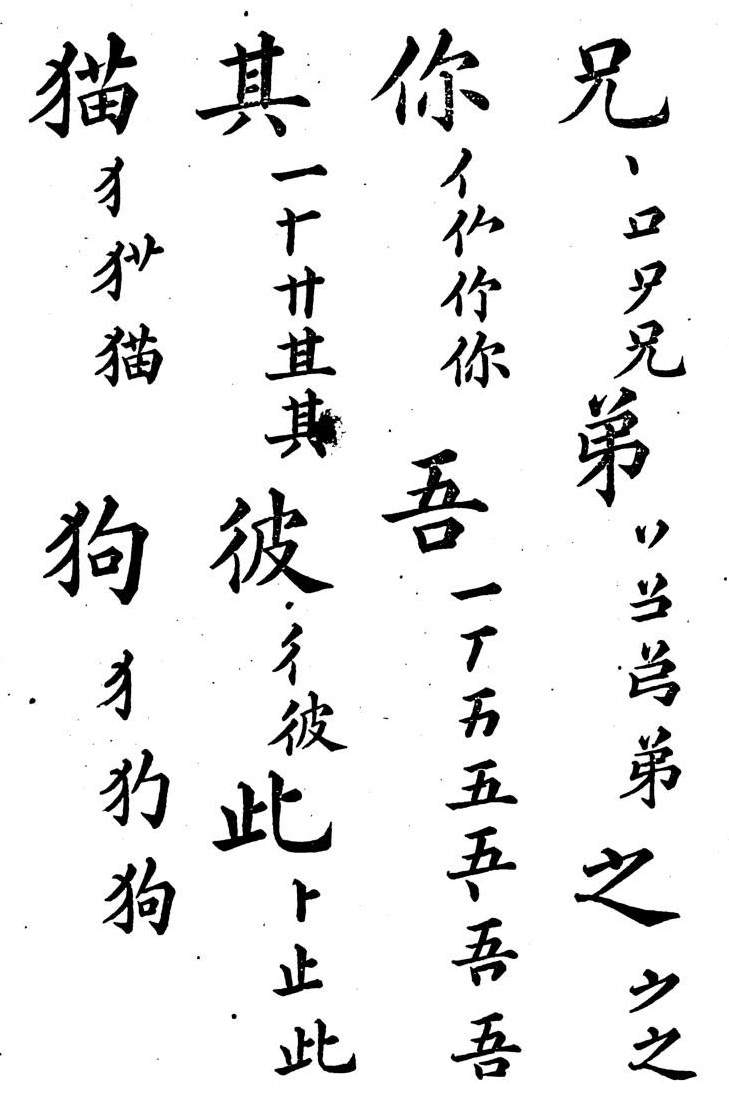

Tiêu (chữ Hán 焦) là một nước chư hầu từng tồn tại vào thời kỳ Tây Chu trong lịch sử Trung Quốc, địa phận quốc gia này nay thuộc phố Tây Thập Lý thành phố Tam Môn Hạp tỉnh Hà Nam